# Hans Herlin
Hans Herlin (Stadtlohn, 24 de dezembro de 1925 — Autun, 20 de dezembro de 1994) foi um escritor e jornalista alemão. É famoso por suas obras sobre a Kriegsmarine.

## Biografia[2]
Realizou seu serviço militar em 1944 servindo na Luftwaffe como piloto, desertou a Suíça nesse ano e viveu ali até o final da Segunda Guerra Mundial.
Finalizada a guerra regressou a Alemanha onde se recebeu de jornalista e depois estudou Literatura. Trabalhou como jornalista na revista Stern e foi director de publicações na editorial de Fritz Molden, do que se fez muito amigo.
Em 1977 marchou-se ao sul de o França e viveu ali até sua morte. Faleceu de um ataque ao coração à idade de 68 anos em 1994.

## Obras
Em 1961 trabalhando como jornalista, escreveu um relato detalhado sobre a viagem dos refugiados do trasatlántico MS Saint Louis. Esta obra fez-lhe interessar pela actuação da Kriegsmarine na Segunda Guerra Mundial e em especial a dos submarinos. Assim, desde 1972 se dedicou só à literatura.
- Maldito Atlántico: Destino dos condutores alemães de submarinos. Relatório de factos (1959, 1981)
- O diabo volador Ernst Udet e a história de seu tempo (1974)
- Amigos (1974)
- Comemorações (1975)
- Day and Night Stories (1978)
- Which Way the Wind (1978)
- O Sobreviviente do Doggerbank (1979)
- Os poderes secretos do suprasensible: factos incríveis (1980)
- O Amado: O amor trágico de Clara Petacci a Benito Mussolini (1980)
- Satanás está do lado de Deus (1981)
- A última primavera em Paris (1983)
- Só corre (1983)
- Atenção Mundial, Aqui está o Via Crucis: Os Aviadores de Hiroshima (1984)
- Grishin (com John Maxwell Brownjohn, 1987)
- A última primavera em Paris (1988)
- Siberian Transfer (1992)

### O sobreviviente do Doggerbank
Em 1975 pôde conhecer a Fritz Kürt, entrevistou-o e este acedeu a contar sua história para que seja contada numa novela. O resultado final foi a novela Der letzte Mann von der Doggerbank publicada em 1979, em 1986 iniciou a tradução da obra e na actualidade está disponível em 18 idiomas. Trata-se do maior documento elaborado sobre o afundamento do Doggerbank.